# Championnats du monde de char à voile 2006
Navigation
2004 2008
Les 10e championnats du monde de char à voile 2006, organisés par le pays hôte sous l'égide de la fédération internationale du char à voile, se sont déroulés du 23 au 29 septembre 2006 au Touquet-Paris-Plage dans le département du Pas-de-Calais et à Gravelines dans le département du Nord en France. Ce sont aussi les 43e championnats d'Europe de char à voile 2006,. 

## Podiums
| Épreuve                | Or                     | Argent                 | Bronze                 |
| Le Touquet-Paris-Plage | Le Touquet-Paris-Plage | Le Touquet-Paris-Plage | Le Touquet-Paris-Plage |
| ---------------------- | ---------------------- | ---------------------- | ---------------------- |
| Classe Standart        | Ronan Simoneau         | Frédéric Top           | François Garnavault    |
| Classe 2               | Johan Sobry            | Bernard Morel          | Henri Demuysere        |
| Classe 3               | François Grard         | Egon Plovier           | Gabriel Valat          |
| Classe 5               | Aurélien Morandière    | Xavier Faucon          | Alban Morandiere       |
| Gravelines             |                        |                        |                        |
| Classe 8               | Malte Lutz             | Jort Buwalda           | Bjorn Krautschick      |

| Épreuve                | Or                                | Argent                      | Bronze                 |
| Le Touquet-Paris-Plage | Le Touquet-Paris-Plage            | Le Touquet-Paris-Plage      | Le Touquet-Paris-Plage |
| ---------------------- | --------------------------------- | --------------------------- | ---------------------- |
| Classe Standart        | Marie-Christine Ribaud de Gineste | Véronique Ribaud de Gineste | Christine Chuberre     |
| Classe 2               | Imke Borowski                     | Marita Vermeulen            |                        |
| Classe 3               | Hélène Cazier                     | Michaela Schultz            | Christine Heath        |
| Classe 5               | Amandine Morhaim                  | Marjorie Bernier            | Olivia Lys             |
| Gravelines             |                                   |                             |                        |
| Classe 8               | Ute Nissen                        |                             |                        |

## Tableau des médailles par nation
| Rang | Nation    | Or | Argent | Bronze | Total |
| ---- | --------- | -- | ------ | ------ | ----- |
| 1    | France    | 3  | 3      | 3      | 9     |
| 2    | Allemagne | 1  | 1      | 1      | 3     |
| 2    | Belgique  | 1  | 1      | 1      | 3     |

| Rang | Nation      | Or | Argent | Bronze | Total |
| ---- | ----------- | -- | ------ | ------ | ----- |
| 1    | France      | 3  | 2      | 2      | 7     |
| 2    | Allemagne   | 2  | 1      | -      | 3     |
| 3    | Belgique    | -  | 1      | -      | 1     |
| 4    | Royaume-Uni | -  | -      | 1      | 1     |